# Революция Иисуса
«Революция Иисуса» (англ. Jesus Revolution) — американский фильм режиссёров Джона Эрвина и Брента Маккоркла. Релиз фильма по всему миру состоялся 24 февраля 2023 года компанией Lionsgate. Основан на американском писателе и пасторе Греге Лори и его книге «Революция Иисуса» о движении Иисуса в Калифорнии в 1970-х годах.

## В ролях
- Джоэл Кортни — Грег Лори[англ.]
- Келси Грэммер — Чак Смит
- Анна Грейс Барлоу
- Джонатан Руми[англ.] — Лонни Фрисби[англ.]
- Кимберли Уильямс-Пейсли
- Николас Чирилло
- Алексия Иоаннидис[англ.]
- Джулия Кэмпбелл
- Николас Бишоп
- Джоли Дженкинс
- Девон Франклин[англ.] — Иосия

## Съёмки
Съёмки проходили в Мобиле, штат Алабама, в марте 2022 года.

## Премьера
Выход фильма состоялся 24 февраля 2023 года.